# Vladimirs Svistuņenko
Vladimirs Svistuņenko (* 6. Septemberjul. / 19. September 1903greg.; † 26. Mai 1982) war ein lettischer Fußballspieler.

## Karriere
Vladimirs Svistuņenko spielte in seiner Vereinskarriere von 1924 bis 1932 ausschließlich in Riga. Von 1924 bis 1925 spielte er für YMCA Riga (Young Men’s Christian Association) und JKS Riga (Jaunekju Kristīgā Savienība; deutsch: Junge christliche Vereinigung). Danach war er bei LSB Riga und dem RFK Riga aktiv. Zwischen 1929 und 1932 spielte er für Riga Vanderers.
Im Juni 1924 debütierte Svistuņenko in der lettischen Nationalmannschaft in einem Länderspiel gegen die Türkei das mit 1:3 verloren wurde. Mit der lettischen Landesauswahl nahm er 1928 und 1929 am Baltic Cup teil. 1928 gewann er mit der Mannschaft den Titel.